# Jakob Degen (Erfinder)

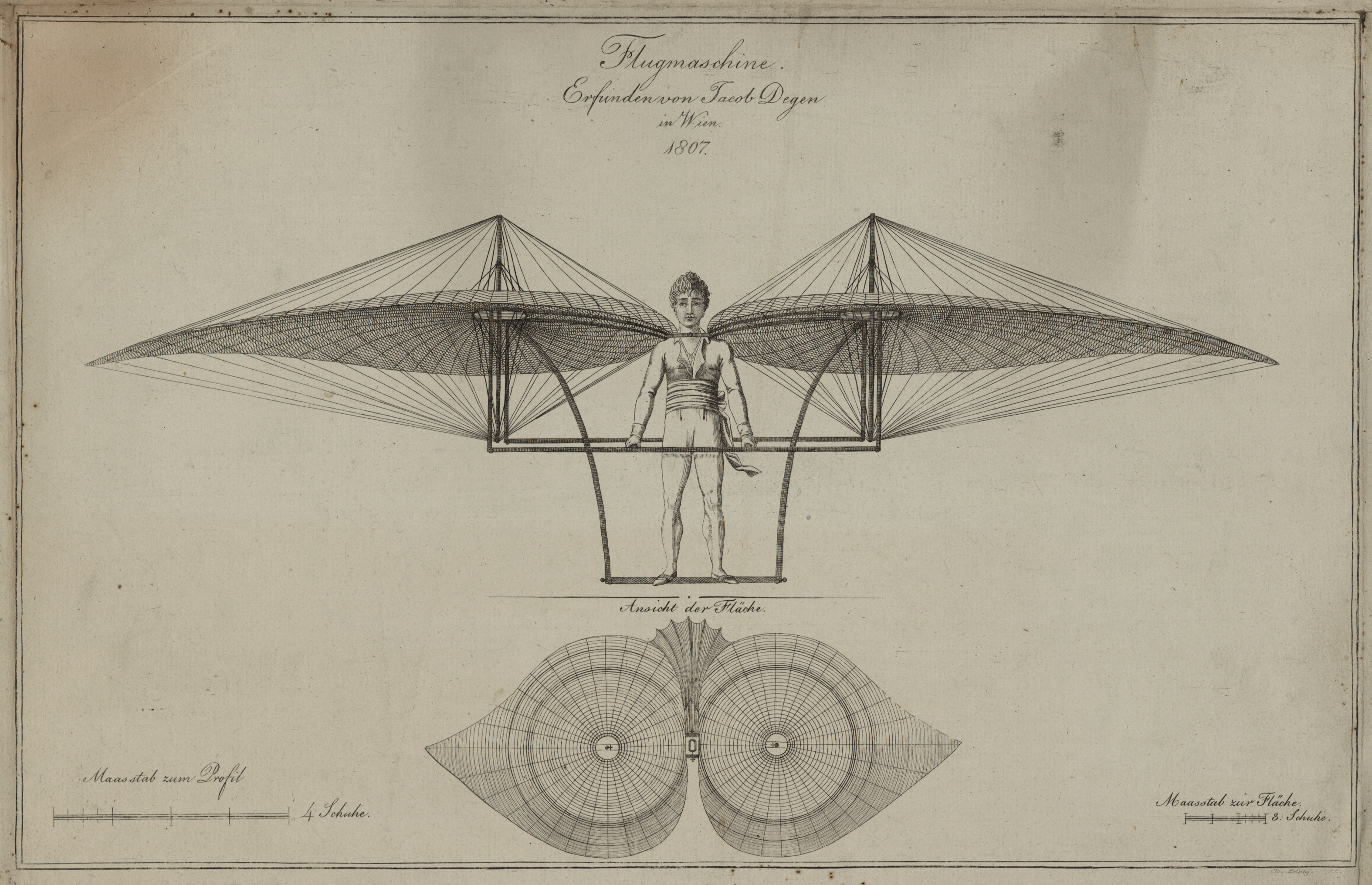
Degens Ornithopter von 1812 bestand aus zwei starr verbundenen, herzförmigen Flügeln, die durch Muskelkraft geradlinig auf und ab bewegt wurden

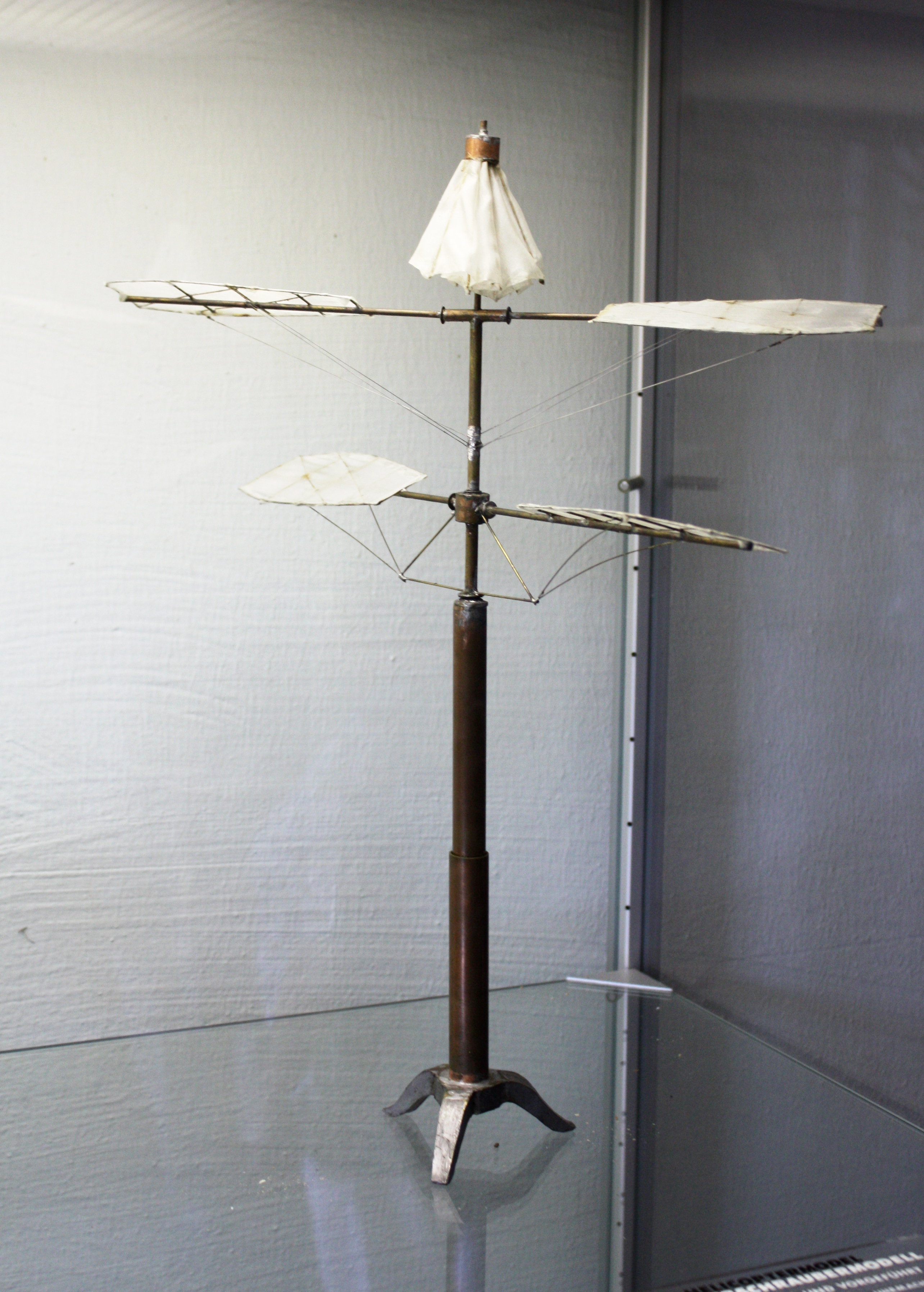
Ein Koaxial-Hubschrauber-Modell von ihm im Hubschraubermuseum Bückeburg, das er 1817 gebaut hat und im Wiener Prater öffentlich vorführte. Für den Antrieb benutzte er ein in eine Metallhülse eingebautes Uhrwerk. Den Absturz verhinderte ein kleiner Fallschirm (im Bild deutlich zu erkennen), der sich nach dem Ablaufen des Uhrwerks automatisch öffnete.

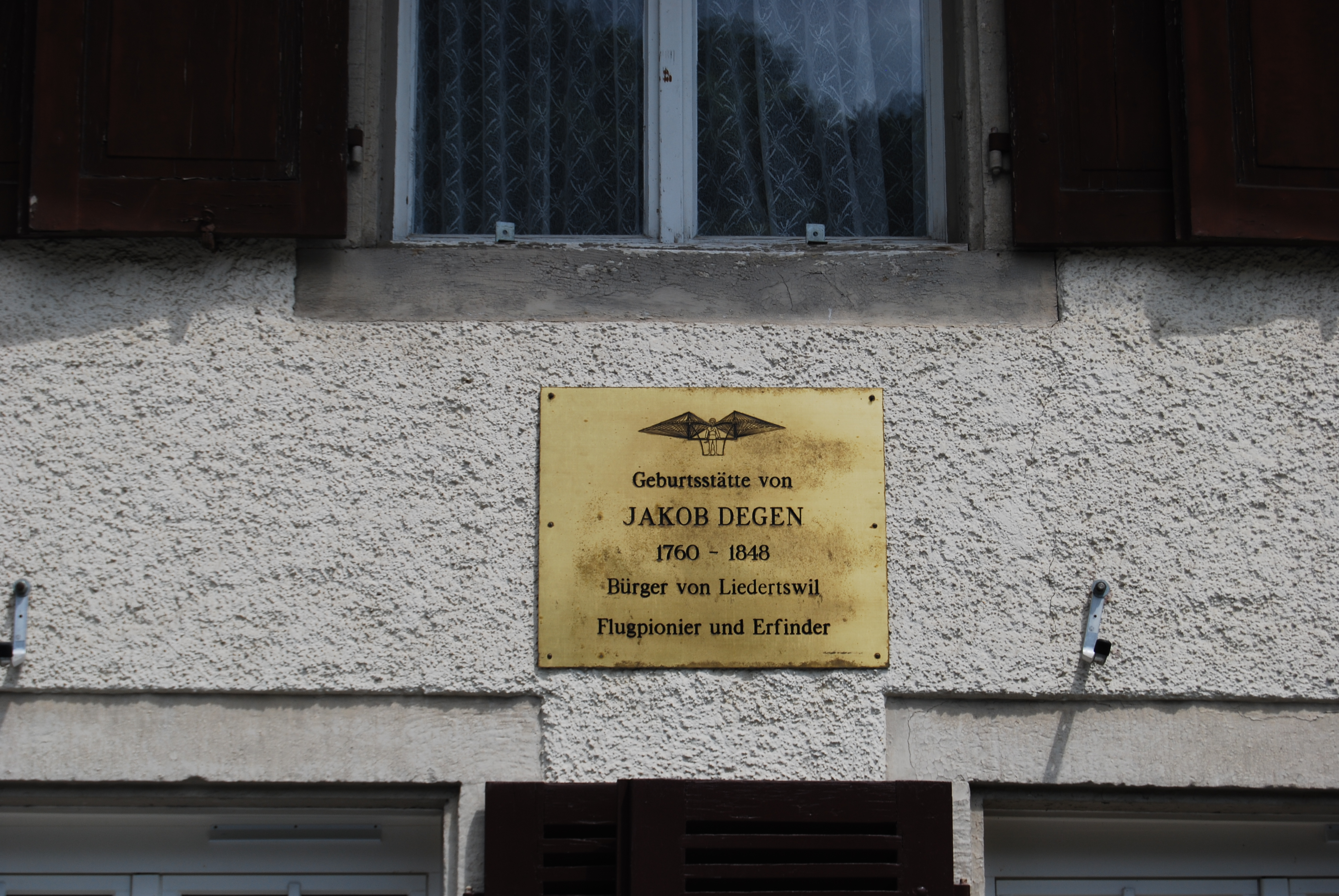
Gedenktafel am Geburtshaus von Jakob Degen in Liedertswil

Jakob Degen (* wahrscheinlich 27. Februar 1760 in Liedertswil, Schweiz; † 28. August 1848 in Wien) war ein schweizerisch-österreichischer Erfinder und Flugpionier. Als Geburtsjahr werden auch 1756 und 1761 angegeben.

## Leben
Jakob Degen zog 1766 oder 1770 mit seinem Vater nach Wien. Ursprünglich war er Bandweber, sein Vater war Werkmeister in einer Bandfabrik. Jakob erlernte dann ab 1778 das Uhrmacherhandwerk, in dem er 1792 Meister wurde. 1807 konstruierte er dort einen Flugapparat, der mit beweglichen Schwingen, die durch Muskelkraft angetrieben wurden, ausgestattet war (Schwingenflügler; Schlagflügelflugzeug). Im Jahr 1808 versah er das Fluggerät mit einem mit Wasserstoff gefüllten Hilfsballon, der etwa die Hälfte des zum Fliegen nötigen Auftriebs erzeugte. Wohl bereits im Jahr 1807 gelang ihm der erste gesteuerte Freiflug, der im Mai 1808 wiederholt wurde:
„Der geschickte hiesige Uhrmacher Degen hat vor Kurzem im hiesigen Reithause mit dem gelungensten Erfolg gezeigt, daß er die von ihm erfundene, und schon im vorigen Jahr glücklich versuchte Kunst, ohne Luftballon wie ein Vogel durch die Luft zu fliegen, seitdem sehr vervollkommnet hat. An seinem Leib sind 2 besonders künstliche Flügel angebracht, die aus kleinen mit der feinsten Seide zusammengefügten Stückchen Papier bestehen. Durch das Schwingen dieser Flügel hebt er sich sowohl in senkrechter als schiefer Linie rasch und leicht von der Erde bis auf eine Höhe von 54 Fuß. Es war ein überraschender Anblick, der den zahlreichen Anwesenden einen unwillkührlichen Freudenausruf entlockte, als dieser wackere deutsche Künstler sich von der Erde bis an die Decke des Gebäudes erhob, und bald hoch, bald niedrig in verschiedenen Richtungen herum flog. Bey dem Fluge in schiefer Richtung braucht er zur Zeit noch eine besondere Vorrichtung, ein Gegengewicht, welches aber nur eine Zugkraft von 40 Pfund hat, so daß folglich er selbst 140 Pfund wiegt, seine Flügel doch noch eine Last von 100 Pfund heben. Er hat zwar seine Kunst noch nicht zur Vollkommenheit gebracht, die er ihr aber bald noch zu geben hofft; indessen hat er doch schon jetzt den großen Vorzug vor allen Aerostaten, daß die Richtung des Fluges ganz von ihm abhängt, wenn nicht im Freyen sich Hindernisse zeigen.“
Im November 1808 hielt Degen einen weiteren Freiflug vor der Öffentlichkeit über dem Wiener Prater ab. Am 10. September 1810 flog er bei einer offiziellen Vorführung vor dem österreichischen Kaiserpaar und großer Gesellschaft vor Schloss Laxenburg vier Stunden in verschiedene Richtungen. 1812 und 1813 führte er das Flugzeug in Paris öffentlich vor, mehrere Flüge verliefen erfolgreich, der letzte zur Feier des Geburtstages von Kaiser Napoleon. Dieser Flug startete nach einem zeitgenössischen Bericht von einem Schiff auf der Seine, der Flieger soll eine Höhe von 900 Klaftern (ca. 1600 m) erreicht haben und die Seine entlang geflogen sein.
Seine Kenntnisse als Uhrmacher kamen ihm zugute, als er 1816 eine Luftschraube mit Uhrwerkantrieb konstruierte. Dieses weltweit erste (unbemannte) Hubschraubermodell erreichte 1816 im Wiener Prater eine Höhe von 160 Metern. Seine weiteren Erfindungen sind eine Maschine zum Schneiden von Uhrrädern, eine Languette für die Bandweberei (Webtechnik) und ein damals neuartiger Windmesser (1810).
In den Jahren 1816 bis 1820 erfand er ein fälschungssicheres Verfahren zum beidseitigen und mehrfachen Drucken von Banknoten, ein sogenanntes „Guillochen-Gravier-“ oder „Guillochiergerät“. Es machte den Druck von komplizierten wellenförmigen Linienmustern (Guillochen) möglich. Diese Erfindung ist noch heute Grundlage des Banknoten- und Wertpapierdrucks zahlreicher Länder. 1825 bis 1841 war er Leiter der mechanischen Werkstätten der Österreichischen Nationalbank.
Im Technischen Museum Wien stehen einige von Degens Originalmodellen. Im Wiener Uhrenmuseum findet man eine Stockuhr mit einem Pendel, das die Gestalt des Fliegenden Uhrmachers Jakob Degen aufweist.

## Literatur

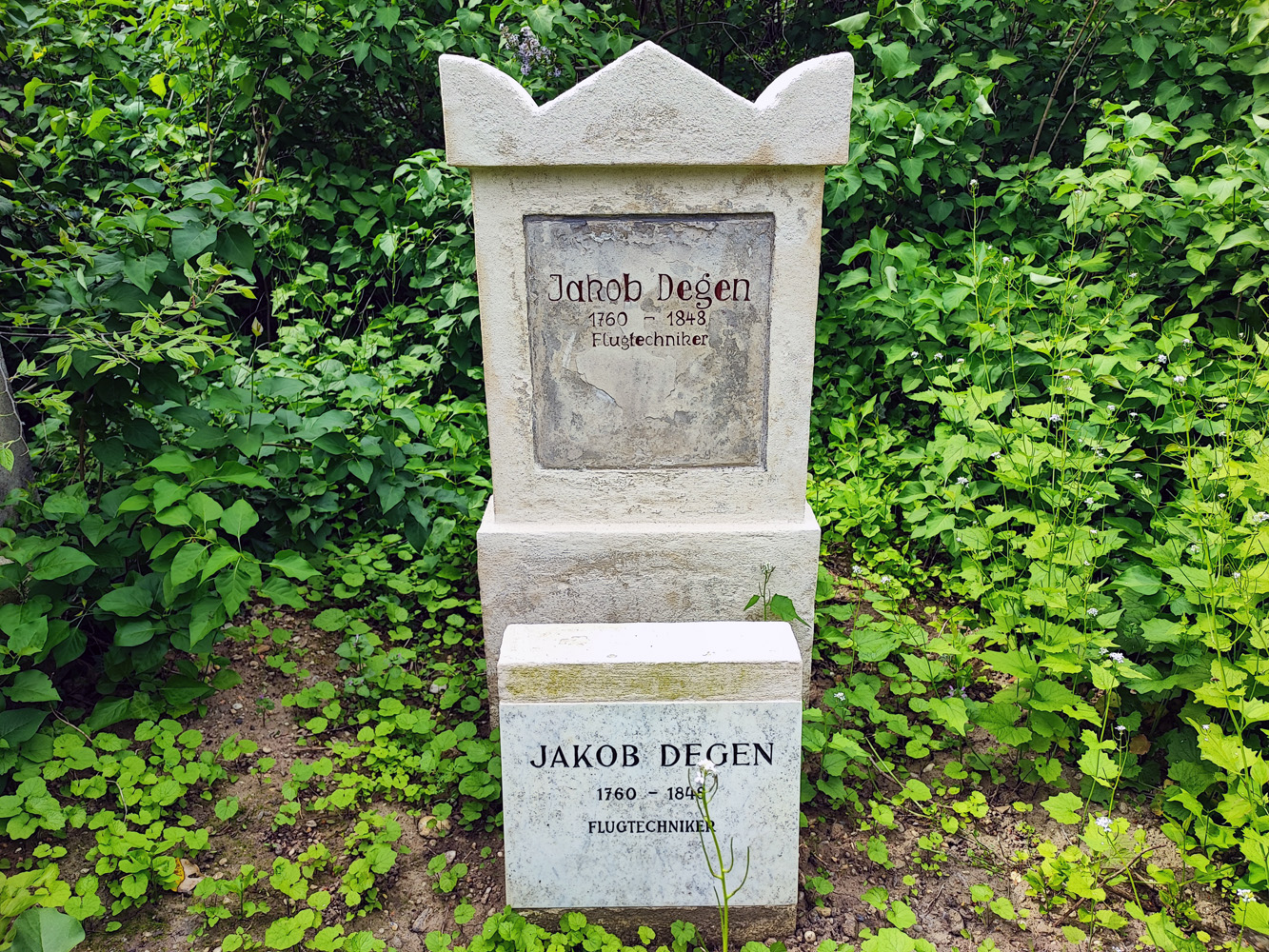
Grab von Jakob Degen auf dem Sankt Marxer Friedhof in Wien